# Gascogne
Gascogne (magyar kiejtése: gászkony) földrajzi értemben a mai Franciaország délnyugati sarka a Garonne folyótól délre és a Pireneusoktól északra elterülő háromszögben. Történelmi értelemben az egykor a Pireneusokon délre túlnyúló Baszk Hercegség, később Gascogne-i Hercegség maradéka.

## Történelme a hercegség megalapítása előtt

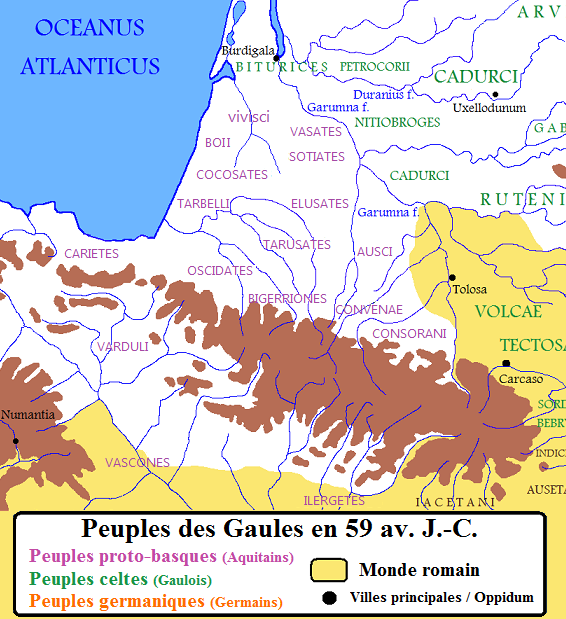
A Pireneusok vidékén élő baszk (lila), illetve kelta (zöld) törzsek i.e. 59-ben, Julius Caesar hadjáratai előtt

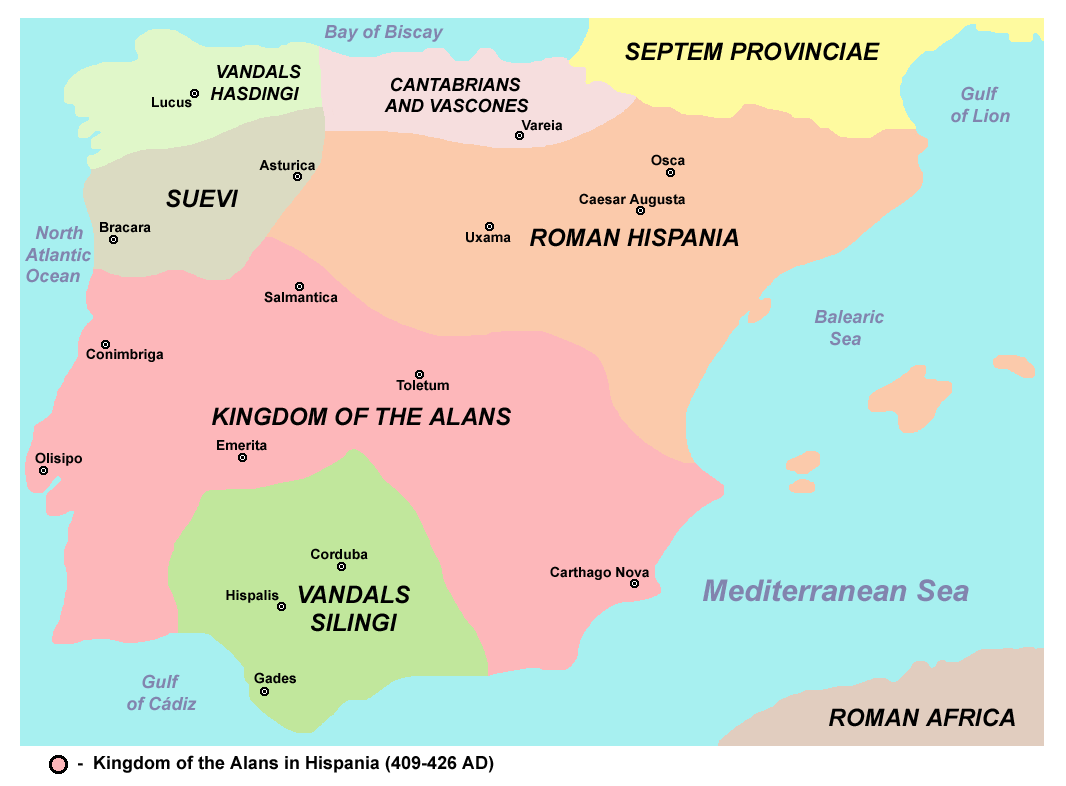
Hispánia 409–426 között

A baszk nép pontos eredete ismeretlen. Nyelvük egyetlen más, ismert nyelvvel sem rokon, és genetikailag is markánsan különböznek a többi európai néptől. Bár az általuk lakott terület határai többször is változtak, egyértelműen a baszkok Európa leghosszabb ideje egy helyben lakó népe — olyannyira, hogy a többségi álláspont szerint a baszkok a cro-magnoni emberek utolsó közvetlen leszármazottai. Kultúrájuk és legalább részleges függetlenségük fenntartását jelentősen elősegítette Baszkföld nagy részének hegyvidéki, részben magashegységi jellege.

### A római hódítás előtt
A baszkok meghódításával már a kelták is próbálkoztak, javarészt sikertelenül. A Hispánia jelentős részét elfoglaló karthágóiak nem kerültek velük konfliktusba.

### Róma peremvidékén (i. e. 3. század – i. sz. 5. század)
A Pireneusoktól északra levő részt Publius Licinius Crassus sikeres hadjárata (sotiateri csata) után i.e. 56-ban Julius Caesar az általa (az Atlanti-óceán, a Pireneusok és a Garonne folyó határolta háromszögben) létrehozott Gallia Aquitania provinciába olvasztotta.
A hispániai baszkok egy ideig a római hódítóknak is sikerrel álltak ellen — az ezt követő évszázadok térképein a tőle nyugatra elterülő Kantábriával közösen, mint Kantábria és Baszkföld szerepel, szinte mindig függetlenül. Navarra déli részét az i.e. 3. században elfoglalták a rómaiak, de hagyományos törvénykezésüket és vezetőiket a baszkok végig megtartották. Baszkföld nagyobb része akkor is megőrizte függetlenségét, amikor a Quintus Sertorius rövid életű államát megdöntő Pompeius csaknem a teljes félszigetet meghódította, csak Augustusnak hódoltak meg. E hadjárat emlékét mindössze a baszk főváros, a Pompeiusról elnevezett Pamplona neve őrzi. A római uralom ellen egyszer sem keltek föl, és a 3.–5. század között fokozatosan keresztény hitre tértek át. Az 5. század elején, amikor a szvévek, alánok és vandálok meggyengítették a rómaiakat, Kantábria és Baszkföld ismét függetlenné vált.

### A Római Birodalom visszaszorulása (409–507)

Hispánia 476-ban

A Frank Birodalom terjeszkedése 507–509

A 400-as évek elején Hispánia nagy részén a vandálok, az alánok és a szvévek alakítottak rövid életű királyságokat, de a baszkok megőrizték függetlenségüket. Az északi részen Honorius római császár 418-ban átengedte Novempopulania provinciát a vizigótoknak, akik tömegesen telepedtek le a Garonne mindkét partvidékén, a provincia egyéb részeire azonban csak névleg terjesztették ki fennhatóságukat.
A vizigótok a 450-es évek második felében törtek be az Ibériai-félszigetre, és 472-re elfoglalták annak nagy részét, csak Kantábria és Baszkföld, valamint a Szvév Királyság maradt független. 507-ben a frankok Klodvig vezetésével támadtak a nyugati gótokra, és kiszorították őket Galliából. A Vizigót Királyságot Amalarik (507–531) szervezte újra, immár Hispániában.

### A vizigót–frank ütközőzónában (507–602)

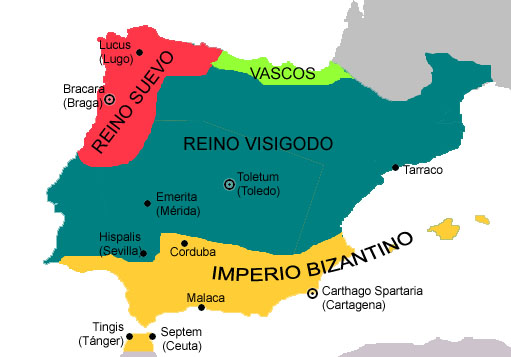
Hispánia 555–565 között

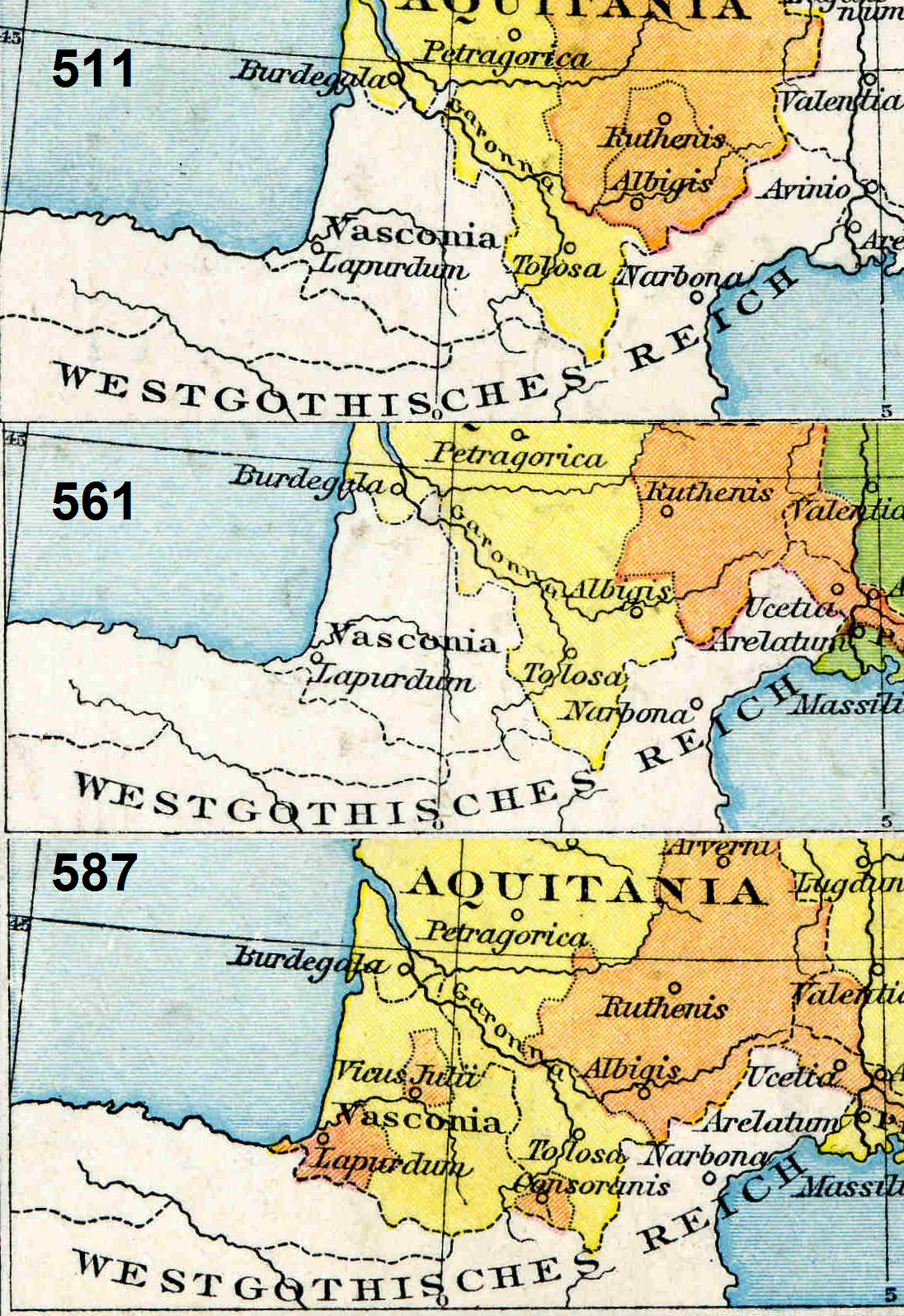
A frank érdekszféra baszkok lakta területei 511–587 között:
511 — A Meroving Frank Királyság első felosztása I. Klodvig halála után:
- sárga: Chlodomer területei (511–524),
- narancs: I. Theuderik területei;
561 — A Meroving Frank Királyság második felosztása I. Chlothar halála után:
- sárga: I. Charibert területei (561–524),
- narancs: I. Sigebert területei,
- zöld: szent Guntram területei;
587 — A Meroving Frank Királyság részkirályságai:
- sárga: szent Guntram területei,
- narancs: II. Childebert területei

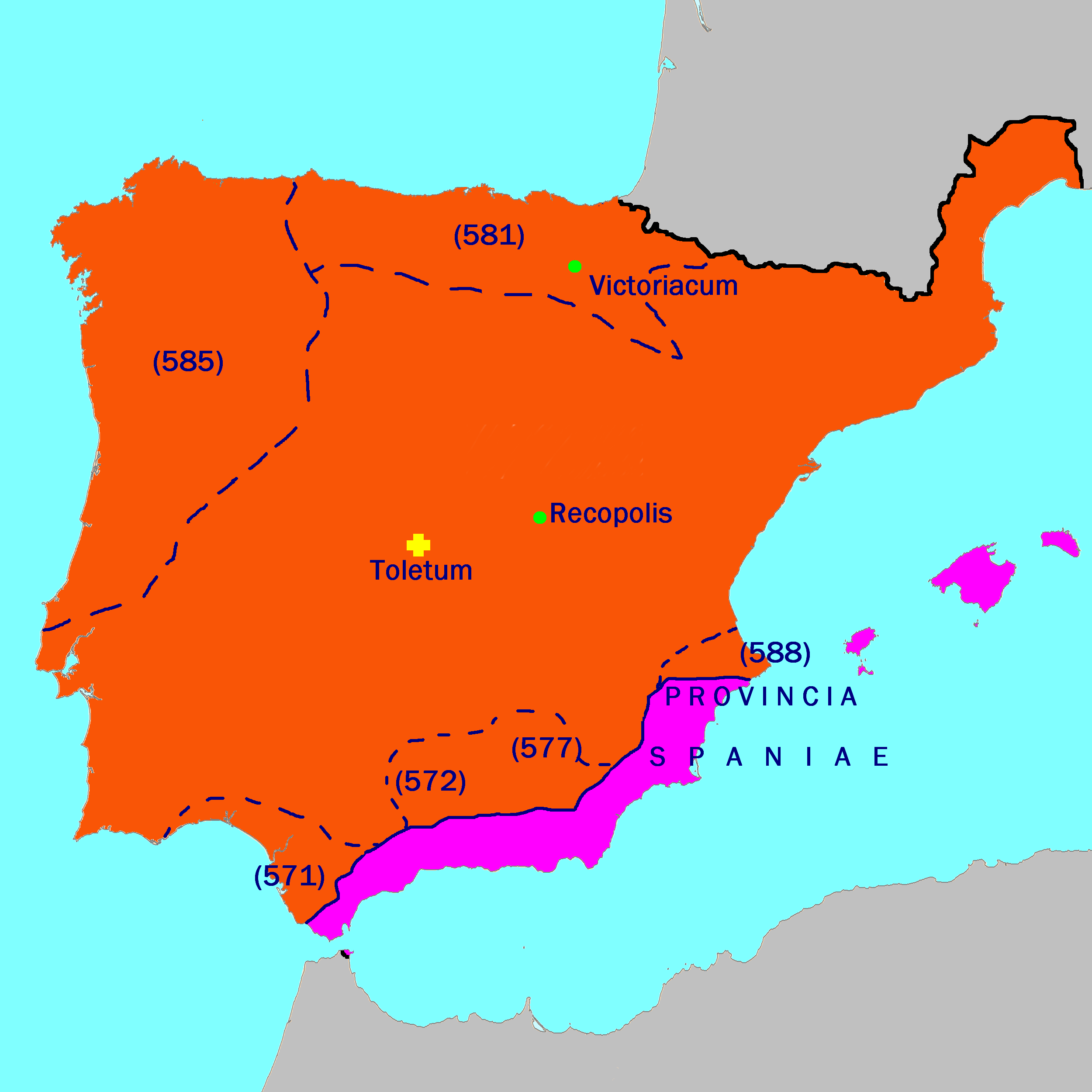
A Vizigót Királyság terjeszkedése 570 után

A Vizigót Királyság 586–711 között

A 6. század végén az akvitániai baszkok törzsszövetségbe álltak össze a környék más, nem romanizált törzseivel a Pireneusok mindkét oldalán. 580 körül a Vizigót Királyság és a Frank Birodalom is több hadjáratot vezetett ellenük. 580 körül Toledo erős kezű katonai parancsnoka kiszorította a baszkokat az Ebro felső folyásának jól termő földjeiről. Leovigild nyugati gót király egy sor hadjárat után 581-ben foglalta el Kantábriát és Baszkföld egy részét (nagyjából a mai Álavát), ahol megalapította Vitoria városát. Körülbelül 586-ra meghódította Pireneusoktól délre fekvő baszk területeket, de azokat pacifikálni később sem sikerült. A 7. században a lázongások mindvégig gyakoriak voltak.
Az addig békés baszkok jámbor pásztorokból és kereskedőkből hadviselő néppé váltak. A Pireneusoktól északra függetlenségüket őrző baszkok nemcsak saját területüket védték, de a gót történetírók rendszeresen be-betörő és minden mozdíthatót elorzó baszk „hordákról” számoltak be. 587-ben a baszkok nagy fosztogató hadjáratot vezettek Akvitániába (valószínűleg a Toulouse-tól nyugatra eső részeken. 581-ben, illetve 583-ban I. Chilperich frank király két hercegséget alapított Akvitániában, hogy gátat vessen a baszkok betöréseinek. A hercegségek élére hűbéreseit nevezte ki: az egyikbe Toulouse központtal Bladastest (Bladast néven is említik), a másikba Akvitániai Desideriust, és nagy sereggel a baszkok ellen küldte őket. A hercegek csúfos vereséget szenvedtek, miként 587-ben is, amikor — valószínűleg Toulouse-tól nyugatra — megpróbálták feltartóztatni a baszk ellencsapást (amit a frank történetírók fosztogató hadjáratként írnak le). Desideriusról tudjuk, hogy ebben az évben halt meg — lehet, hogy a harcokban.
A Merovingok a századfordulón végre elfoglalták Baszkföld északi részét, és ott 602-ben alapították meg a Baszk Hercegséget. Ezzel párhuzamosan a Baszkföld hispániai részének hercege, egy bizonyos Francio ugyancsak a frankok szövetségese volt, de Sisebut nyugati gót király bekebelezte területeit a Vizigót Királyságba. A vizigótok az elfoglalt részeken afféle pufferállamnak szervezték meg a Kantábriai hercegséget.

## A Baszk Hercegség

### Kezdeti időszak (602–660)

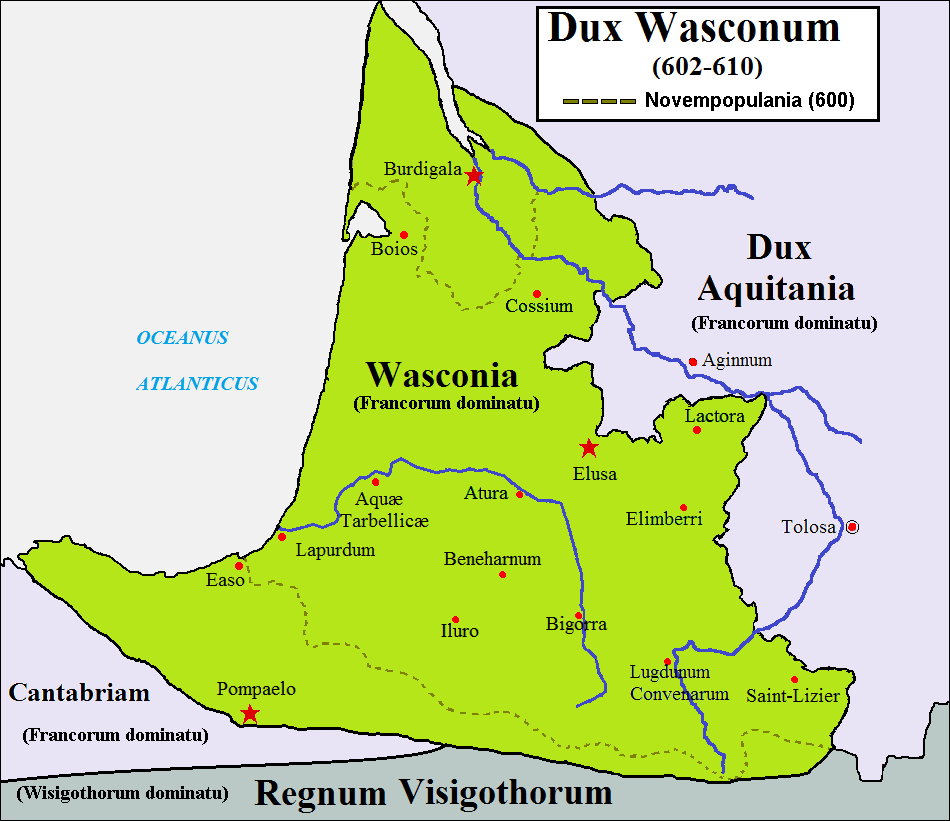
A Baszk Hercegség 602–610 között

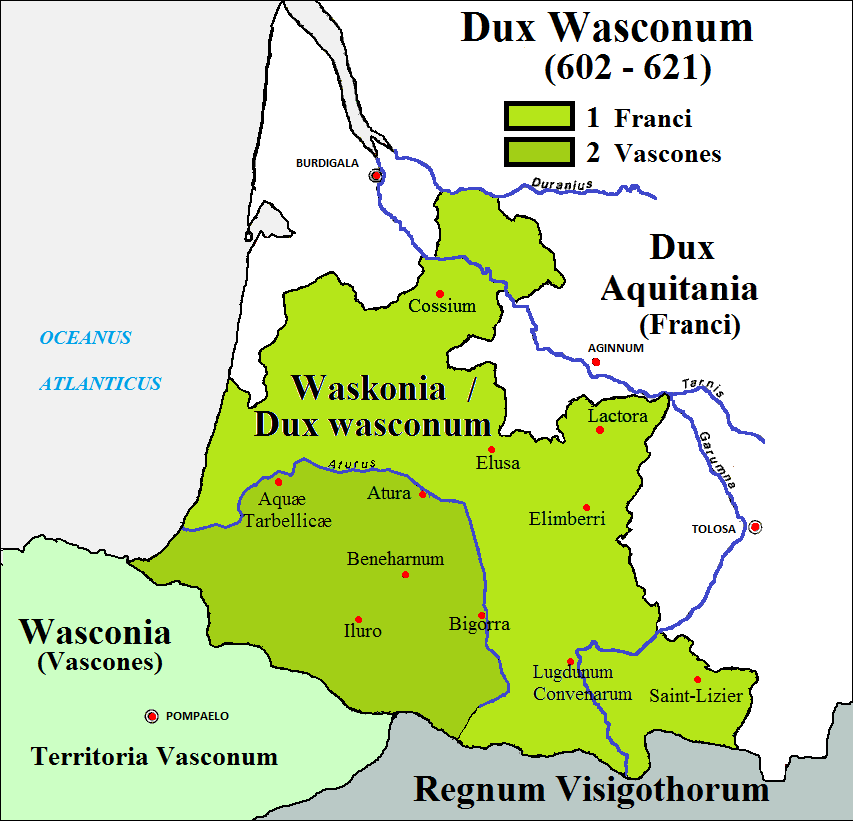
A Baszk Hercegség 610–621 között; sötétebb színnel az Adour folyón belüli, tényleg baszkok lakta terület

Theudebert és Theuderic 602-ben közös erővel legyőzte a baszkokat, és adó fizetésére kötelezték őket. Területükből hercegséget szerveztek, és herceggé egy bizonyos Genialt neveztek ki. Genial alighanem frank udvari nemes lehetett.
612-ben vagy kevéssel utána Sisebut nyugati gót király visszafoglalta Baszkföld Pireneusokon túli (és pireneusi) részeit, a Baszk Hercegség területét a jelenleg Franciaországhoz tartozó részekre szorítva össze. Itt a baszkok a 630-as évek elején fellázadtak, de a frankok 635-ben leverték a felkelést.

### Az első akvitán–baszk perszonálunió (660–769)

Akvitánia és Baszkföld Odo első hadjárata után 710–740

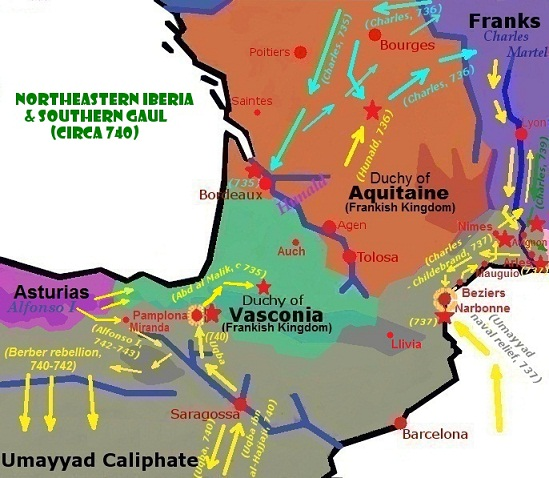
Hadjáratok a Pireneusok vidékén 735–742 között

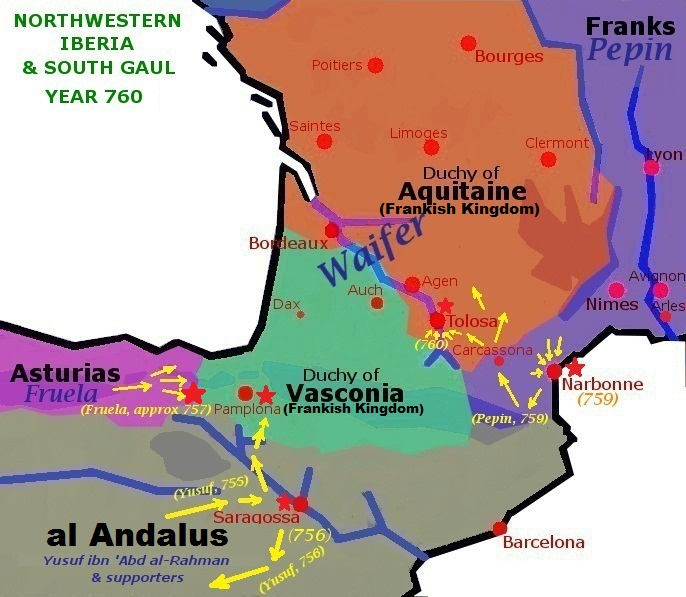
Hadjáratok 756–760 között

Az első akvitán–baszk perszonálunió (660–769) első hercege, Félix egy befolyásos Toulouse-i nemes lett, aki valószínűleg III. Chlothar és majordomusa, Ebrïon híve lehetett. Chlothar trónját 673-ban öccse, II. Childerich örökölte. Az ő halála (675) után I. Lupus, Félix kijelölt utóda nem várta meg elődje halálát, s fellázadt. Elsőként a Baszk Hercegséget szerezte meg. Idővel elfoglalta Akvitánia déli részét is, és éppen az északi területek ellen készülődött, amikor Félix meghalt.
A 7. században a baszk–akvitán határ nagyjából a Garonne mentén húzódott.
Valamikor 700 körül került trónra I. Odo, Akvitánia leghíresebb hercege. Jean de Jaurgain történész szerint a 711-es arab támadás előtt Roderich nyugati gót király megostromolta Pamplonát, de félbe kellett hagynia az ostromot. 715-ben, a gallorómaiak felkelését kihasználva függetlenítette hercegségeit a Frank Birodalomtól. 718-ban II. Chilperich neustriai frank király, aki vesztésre állt a Martell Károllyal vívott háborúban, katonai segítség fejében felkínálta neki Akvitánia királyának címét, ezért egy baszk sereg élén északnak indult Chilperich és majordomusa, Ragenfrid azonban Soissons mellett végleg vereséget szenvedett, és Odóhoz menekültek. Odo még ebben az évben békét kötött Martell Károllyal, és a béke feltételeként kiszolgáltatta neki Chilperichet és a neustriai kincstárat.
712-ben a Vizigót Királyságot felszámoló Tárik ibn-Zijád alvezérei átmenetileg elfoglalták a Pireneusoktól délre eső baszk területeket, ám 717-ben Pelayo kiszorította őket a Vizcayai-öbölhöz közeli részekről, így a hegységtől délre eső baszk területek kantábriai részéről is. A covadongai csatában megtartott területen létrehozta az Asztúriai Királyságot.
719-ben az arab-berber csapatok átkeltek a Pireneusokon, és benyomultak Galliába. Elfoglalták Septimaniát (Narbonne fővárossal) és az attól északra eső területeket, nyugaton azonban I. Odo aquitániai herceg akvitániai és baszk csapatai 721. június 9-én a toulouse-i csatában megfutamították őket — a herceget ettől fogva nevezték Nagy Odónak. A győzelemért II. Gergely pápa „a kereszténység bajnokává” minősítette Odót, és elismerte Akvitánia (és Baszkföld) függetlenségét. Odo ezután valószínűleg visszafoglalta (a térképen látható) hercegségének a Pireneusoktól délre eső baszk területeit.
Ezután szövetséget kötött Utman ibn Naissza berber vezérrel (őt a frank krónikák Munuza néven említik), aki Cerdanya kormányzójaként fellázadt a Córdoba kormányzója ellen. Ez felbőszítette Martell Károlyt, aki 731-ben felrúgta az Odóval kötött békét, és kétszer is feldúlta Akvitániát. Odo megpróbált szembeszállni vele, de vereséget szenvedett a frank túlerőtől. Andalusz kormányzója, Abd al-Rahman ibn Abd Allah al-Gafiqi 732-ben átkelt a Pireneusokon, feldúlta Baszkföldet, majd kifosztotta Bordeaux-t, és a Garonne menti csatában legyőzte Odót. Odo korábbi ellenségéhez, Martell Károlyhoz menekült, és szövetséget kínált neki. Ennek feltételeként formálisan elismerte hűbérurának a frank királyt. A szövetségesek a poitiers-i csatában legyőzték a mórokat.
Odo lemondása (735) után fia, I. Hunald bonyolult helyzetben került trónra. Hisám omajjád kalifa parancsára Júszuf ibn Abd ar-Rahmán al-Fihri 735-ben megtámadta a Baszk Hercegség déli területeit (ma: Navarra). Körülzárta Pamplonát, majd tovább nyomult kelet felé. I. Hunald és öccse, Hatto felvette vele a harcot, és a testvérek legyőzték a támadókat.
Uqba ibn al-Hajjaj, aki 734–740 más források szerint 737–742 között volt Andalusz kormányzója, 740-ben felvonult a Baszk Hercegség déli határához, ahol elfoglalta és jelentősen megerődítette Pamplonát, ezután azonban a tartomány belső ügyeivel (a berber felkeléssel) kellett foglalkoznia.
742–743-ban I. Alfonz asztúriai király foglalt el néhány kisebb területet Kantábriában a Baszk Hercegség nyugati határvidékén.
Martell Károly drasztikusan csökkentette a hercegség autonómiáját. Hunald nem akarta elfogadni az új helyzetet. Ő, majd utódai is többször is felkeltek a frank uralom ellen, de mindannyiszor vereséget szenvedtek; az utolsó akvitán felkelés 769-ben, II. Hunald halálával bukott el. A Baszk Hercegség addigra már elszakadt Akvitániától, bár de facto szövetségesként segítette annak harcát. Az önállósult Baszkföld első hercege II. Lupus lett.

### Az újra önálló Baszk Hercegség (769–864)
A baszk–frank viszony a békekötés után is feszült maradt, és ez először akkor csúcsosodott ki, amikor 778-ban Nagy Károly átkelt a Pireneusokon, hogy az Ebrótól északra elterülő földek fejében megsegítse a lázadó mór emíreket. Seregének nyugati hadoszlopa, amelyet maga Károly vezetett, kifosztotta és lerombolta a muszlimok uralta, de baszkok lakta Pamplonát, ami után a baszkok bosszút esküdtek. A hadjárat kudarca után, amikor Károly kivonta csapatait a félszigetről, a sereg utóvédét és hadtápját a II. Lupus vezette baszkok az első roncesvallesi csatában megsemmisítették. Az elesett hírességek között volt az udvarmester, Eggihard, Anselm grófja és a breton seregek felügyelője, valamint Roland lovag, akinek alakja a Roland-énekben vált halhatatlanná. Károly ezek után még visszatért egy rövid büntető-fosztogató hadjáratra a főerőkkel, és jelentős baszk területeket dúlt fel.
Károly valószínűleg viszályt kívánt szítani a befolyásos baszk nemesek között azzal, hogy még 778-ban egy nyugati baszk nemest, bizonyos Séguint nevezett ki Bordeaux grófjává — alighanem úgy vélte, hogy az új gróf Lupus riválisa lesz. Valószínűleg hasonló megfontolásból szervezett egy újabb grófságot a baszk hercegség és a toulouse-i grófság közé — ez a grófság lett Fézensac, amelynek élére viszont egy Burgund nevű, neve alapján nyilvánvalóan nem baszk származású nemest állított. Amikor Burgund valamikor 801 táján meghalt, utóda egy bizonyos Liutard nevű és neve alapján ugyancsak nem baszk nemes lett. Károly mindkét új gróf hűbérurává Chorso toulouse-i grófot (vagy már herceget) tette. II. Lupus Adalrik (Odalric) nevű fia azonban 787-ben vagy 789-ben elfogta Chorsót, majd olyan megegyezést erőszakolt ki Nagy Károllyal, amelynek értelmében Károly leváltotta Chorsót tisztségéből, és helyére a királyi család egy Vilmos nevű tagját nevezte ki — ő későbbi tettei miatt szent Vilmos néven vált ismertté. Chorsót túlkapásaiért örökös száműzetésre ítélték.
Valószínűleg még 778-ban (de egyes információk szerint csak 801-ben) II. Lupus meghalt, és a hercegi trónon I. Sancho követte.
Nagy Károly nem elégedett meg politikai befolyásának kiterjesztésével, hanem a pogány baszkok megtérítése érdekében püspökségeket és apátságokat alapított a baszkok lakta területeken. Hamarosan megmutatkoztak ennek a munkának az eredményei, és 790-ben egy baszkföldi püspök, bizonyos Abraham de Commignes már részt vett a narbonne-i regionális zsinaton. 816-ban már legalább három baszkföldi apátság működött.
A 11. század elején a második Akvitán Hercegség és a Baszk Hercegség „Guyenne” néven újból egyesült.
|  |  |

## Az Angevin Birodalom részeként (1152–1453)

Az Angevin Birodalom 1154-ben (piros és rózsaszín színekkel)

1152-ben a Plantagenêt- (Angevin-)házi II. Henrik angol király Aquitániai Eleonórával kötött házassága révén megszerezte Guyenne-nel együtt. Ezután folyamatosan angol hűbérbirtok volt, de a francia királyok gyakran megtámadták. Az 1294–1303 közötti gascogne-i háborút lezáró párizsi béke visszaállította a háború előtti állapotot az újabb, saint-sardos-i háborúig. Itt kezdődött 1337-ben a százéves háború, amelynek során többször gazdát cserélt, végül 1453-ban a franciák legyőzték az angolokat, és a továbbiakban végig francia kézen maradt.

## Fordítás
- Ez a szócikk részben vagy egészben  a   Duchy of Gascony című angol Wikipédia-szócikk ezen változatának fordításán alapul.  Az eredeti cikk szerkesztőit annak laptörténete sorolja fel. Ez a jelzés csupán a megfogalmazás eredetét és a szerzői jogokat jelzi, nem szolgál a cikkben szereplő információk forrásmegjelöléseként.
- Ez a szócikk részben vagy egészben  a   Gallia Aquitania című angol Wikipédia-szócikk ezen változatának fordításán alapul.  Az eredeti cikk szerkesztőit annak laptörténete sorolja fel. Ez a jelzés csupán a megfogalmazás eredetét és a szerzői jogokat jelzi, nem szolgál a cikkben szereplő információk forrásmegjelöléseként.